# Tamba punctistigma
Tamba punctistigma är en fjärilsart som beskrevs av George Francis Hampson 1895. Tamba punctistigma ingår i släktet Tamba
 och familjen nattflyn. Inga underarter finns listade i Catalogue of Life.